# العلاقات اليمنية السيشلية
العلاقات اليمنية السيشلية هي العلاقات الثنائية التي تجمع بين اليمن وسيشل.

## مقارنة بين البلدين
هذه مقارنة عامة ومرجعية للدولتين:
| وجه المقارنة                                              | اليمن         | سيشل                                                |
| --------------------------------------------------------- | ------------- | --------------------------------------------------- |
| المساحة (كم2)                                             | 555.00 ألف    | 459                                                 |
| عدد السكان (نسمة)                                         | 28.25 مليون   | 95.84 ألف                                           |
| الكثافة السكانية (ن./كم²)                                 | 50.9          | 20.88 ألف                                           |
| العاصمة                                                   | صنعاء، عدن    | فيكتوريا                                            |
| اللغة الرسمية                                             | اللغة العربية | لغة فرنسية، لغة إنجليزية، اللغة الكريولية السيشيلية |
| العملة                                                    | ريال يمني     | روبية سيشلية                                        |
| الناتج المحلي الإجمالي (بليون دولار)                      | 18.21 مليار   | 1.49 مليار                                          |
| الناتج المحلي الإجمالي (تعادل القوة الشرائية) بليون دولار | 75.69 مليار   | 2.54 مليار                                          |
| الناتج المحلي الإجمالي الاسمي للفرد دولار أمريكي          | 1.41 ألف      | 15.48 ألف                                           |
| الناتج المحلي الإجمالي للفرد دولار أمريكي                 |               | 26.42 ألف                                           |
| مؤشر التنمية البشرية                                      | 0.498         | 0.772                                               |
| رمز المكالمات الدولي                                      | +967          | +248                                                |
| رمز الإنترنت                                              | .ye           | .sc                                                 |
| المنطقة الزمنية                                           | ت ع م+03:00   | ت ع م+04:00                                         |

## منظمات دولية مشتركة
يشترك البلدان في عضوية مجموعة من المنظمات الدولية، منها:
| علم المنظمة | اسم المنظمة                               | تاريخ انضمام اليمن | تاريخ انضمام سيشل |
| ----------- | ----------------------------------------- | ------------------ | ----------------- |
|             | يونسكو                                    | 2 أبريل 1962       | 18 أكتوبر 1976    |
|             | مؤسسة التمويل الدولية                     | 22 مايو 1970       | 11 يونيو 1981     |
|             | المركز الدولي لتسوية المنازعات الاستشارية | 20 نوفمبر 2004     | 19 أبريل 1978     |
|             | منظمة حظر الأسلحة الكيميائية              | ?                  | 29 أبريل 1997     |
|             | وكالة ضمان الاستثمار متعدد الأطراف        | 12 مارس 1996       | 15 سبتمبر 1992    |
|             | الاتحاد البريدي العالمي                   | ?                  | ?                 |
|             | الاتحاد الدولي للاتصالات                  | 1931               | 17 سبتمبر 1999    |
|             | منظمة الشرطة الجنائية الدولية             | ?                  | 1 سبتمبر 1977     |
|             | الأمم المتحدة                             | 30 سبتمبر 1947     | 21 سبتمبر 1976    |
|             | البنك الدولي للإنشاء والتعمير             | 3 أكتوبر 1969      | 29 سبتمبر 1980    |